# 陳春聲
陳春聲（1959年8月—），男，祖籍广东揭西，生于广东澄海，中國歷史學家。

## 生平
陈春声祖籍廣東省揭西縣，生於廣東省澄海縣。1982年於中山大學歷史系畢業。1989年於廈門大學獲得歷史學博士學位，历任中山大學歷史系教授、博士生導師、党委书记。2008年3月任中山大学副校长。2012年3月，任中共中山大学委员会常务副书记。2015年9月至2024年9月任中山大学党委书记。2018年1月，当选第十三届全国政协委员。